# 科尔文纳图书馆

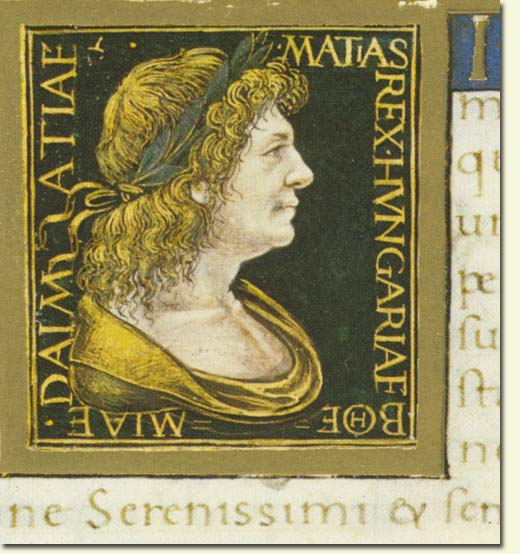
匈牙利王马加什·科尔温

科爾文納圖書館（Bibliotheca Corviniana）是文藝復興時期最著名的圖書館之一，1458年由匈牙利國王马加什·科尔温建立（「科尔温」意指烏鴉，名稱來自其家族紋章上的烏鴉），在1485年匈牙利佔領維也納之後，圖書館達到極盛，但在1490年馬提亞斯國王去世後停止擴充，並在1526年土耳其大敗匈牙利的第一次摩哈赤戰役後，被攻佔首都布達的奧斯曼土耳其軍徹底掠奪破壞。
大約自1460年開始，歐洲最強大的統治者之一、匈牙利國王馬提亞斯就開始勤奮地收藏圖書、引進義大利文藝復興的文化來強化其政治威望，成功在他統治時開創了文化鼎盛的匈牙利黃金時期，此文化中心就是科爾文納圖書館。國王收書的熱情是由個人教師亞諾什·維特茲（Janos Vitez）、奧拉迪亞主教（Oradea）等古典學者啟發。這些老師都在義大利留學並受到文藝復興薰陶，更是狂熱的藏書愛好者，收集了大批圖書。後來當兩位老師過世後，國王將他們的圖書館收歸國有；1476年當國王迎娶那不勒斯王國公主阿特麗絲時，又將新王后從那不勒斯帶來的豐富圖書併入。總計到1490年國王去世時，圖書館已有三千卷手抄書稿，包含了四到五千部各種作品，許多還是古典希臘和拉丁書籍。收藏的種類包羅萬象，涵蓋哲學、神學、歷史、法律、文學、地理、自然科學、醫學、建築等作品，反映了文藝復興時期的知識和文藝精華。
根據當時人記載，圖書館在國王的銳意經營下規模宏大，內部有一批專業的檔案學家、抄寫員、翻譯家、裝訂工、書稿裝飾工和一個橫跨歐洲大陸的代辦人網絡，帶動起歐洲新時代的「學問復興」運動。當時人也評價科爾文納圖書館是阿爾卑斯山以北的最大型圖書館，其豐富的藏書內容僅次於梵蒂岡宗座圖書館，卻超過了同時代「偉大者羅倫佐」在佛羅倫斯的豪華圖書館。
不幸的是，1526年及之後土耳其人的入侵卻掠奪摧毀了這些手抄本，它的大部分收藏，包含650部無比價值的古代手稿消失無蹤，只有約216部手抄本免於戰火劫難，現今保存在匈牙利和歐洲的幾個圖書館中。
科尔文纳图书馆原有的手抄本于2005年被列入联合国教科文组织的世界记忆名录中，以彰显其历史意义。